# Xyphinus montanus
Xyphinus montanus är en spindelart som beskrevs av Christa L. Deeleman-Reinhold 1987. Xyphinus montanus ingår i släktet Xyphinus och familjen dansspindlar. Inga underarter finns listade i Catalogue of Life.